# روض الفرج
روض الفرج نام شهر و شهرستانی در استان قاهره مصر است.